# Campionati italiani di sci alpino 2000
I Campionati italiani di sci alpino 2000 si svolsero a Colere, a Lizzola, e a Monte Pora dal 28 marzo al 1º aprile. Il programma includeva gare di discesa libera, supergigante, slalom gigante, slalom speciale e combinata, sia maschili sia femminili, ma la discesa libera e la combinata femminili furono annullate.
Trattandosi di competizioni valide anche ai fini del punteggio FIS, vi parteciparono anche sciatori di altre federazioni, senza che questo consentisse loro di concorrere al titolo nazionale italiano.

## Risultati

### Uomini

#### Discesa libera
| Pos. | Atleta               | Nazione  | Tempo   |
| ---- | -------------------- | -------- | ------- |
| 1    | Kristian Ghedina     | Italia   | 1:29,12 |
| 2    | Luca Cattaneo        | Italia   | 1:29,46 |
| 3    | Antoine Dénériaz     | Francia  | 1:29,67 |
| 4    | Roger Mächler        | Svizzera | 1:29,75 |
| 5    | Rolf von Weissenfluh | Svizzera | 1:29,80 |
| 6    | Matteo Berbenni      | Italia   | 1:30,02 |
| 7    | Maurizio Feller      | Italia   | 1:30,06 |
| 8    | Christian Forrer     | Svizzera | 1:30,16 |
| 9    | Curdin Giacometti    | Svizzera | 1:30,17 |
| 10   | Patrick Staudacher   | Italia   | 1:30,48 |

Data: 31 marzo

Località: Colere

#### Supergigante
| Pos. | Atleta              | Nazione | Tempo   |
| ---- | ------------------- | ------- | ------- |
| 1    | Kristian Ghedina    | Italia  | 1:41,06 |
| 2    | Michael Gufler      | Italia  | 1:41,57 |
| 3    | Lorenzo Galli       | Italia  | 1:41,61 |
| 4    | Edoardo Zardini     | Italia  | 1:41,75 |
| 5    | Christian Hainz     | Italia  | 1:41,88 |
| 6    | Oswald Schranzhofer | Italia  | 1:41,89 |
| 7    | Alessandro Fattori  | Italia  | 1:42,03 |
| 8    | Matteo Berbenni     | Italia  | 1:42,11 |
| 9    | Patrick Staudacher  | Italia  | 1:42,15 |
| 10   | Manuel Carrozza     | Italia  | 1:42,11 |

Data: 30 marzo

Località: Colere

#### Slalom gigante
| Pos. | Atleta                 | Nazione | Tempo   |
| ---- | ---------------------- | ------- | ------- |
| 1    | Alexander Ploner       | Italia  | 1:53,52 |
| 2    | Stefano Pergher        | Italia  | 1:55,29 |
| 3    | Walter Girardi         | Italia  | 1:55,34 |
| 4    | Patrick Thaler         | Italia  | 1:55,38 |
| 5    | Christian Niederkofler | Italia  | 1:55,69 |
| 6    | Matteo Nana            | Italia  | 1:55,74 |
| 7    | Giorgio Rocca          | Italia  | 1:55,76 |
| 8    | Alexander Prosch       | Italia  | 1:55,87 |
| 9    | Davide Simoncelli      | Italia  | 1:56,10 |
| 10   | Giancarlo Bergamelli   | Italia  | 1:56,19 |

Data: 1º aprile

Località: Lizzola

#### Slalom speciale
| Pos. | Atleta               | Nazione  | Tempo   |
| ---- | -------------------- | -------- | ------- |
| 1    | Matteo Nana          | Italia   | 1:17,69 |
| 2    | Edoardo Zardini      | Italia   | 1:18,19 |
| 3    | Giorgio Rocca        | Italia   | 1:18,23 |
| 4    | Akira Sasaki         | Giappone | 1:18,52 |
| 5    | Sergio Bergamelli    | Italia   | 1:18,93 |
| 6    | Omar Longhi          | Italia   | 1:19,07 |
| 7    | Giancarlo Bergamelli | Italia   | 1:19,13 |
| 8    | Simone Vicquery      | Italia   | 1:19,73 |
| 9    | Patrick Cogoli       | Italia   | 1:19,92 |
| 9    | Walter Girardi       | Italia   | 1:19,92 |

Data: 28 marzo

Località: Monte Pora

#### Combinata
| Pos. | Atleta             | Nazione |
| ---- | ------------------ | ------- |
| 1    | Edoardo Zardini    | Italia  |
| 2    | Patrick Staudacher | Italia  |
| 3    | Peter Fill         | Italia  |

Data:

### Donne

#### Discesa libera
La gara è stata annullata.

#### Supergigante
| Pos. | Atleta             | Nazione | Tempo   |
| ---- | ------------------ | ------- | ------- |
| 1    | Isolde Kostner     | Italia  | 1:40,41 |
| 2    | Lucia Recchia      | Italia  | 1:40,48 |
| 3    | Daniela Ceccarelli | Italia  | 1:40,55 |
| 4    | Marta Antonioli    | Italia  | 1:40,88 |
| 5    | Alessandra Merlin  | Italia  | 1:41,53 |
| 6    | Barbara Merlin     | Italia  | 1:41,74 |
| 7    | Elena Tagliabue    | Italia  | 1:41,79 |
| 8    | Katia Santus       | Italia  | 1:41,87 |
| 9    | Silvia Raffl       | Italia  | 1:42,08 |
| 10   | Patrizia Bassis    | Italia  | 1:42,24 |

Data: 1º aprile

Località: Colere

#### Slalom gigante
| Pos. | Atleta                     | Nazione   | Tempo   |
| ---- | -------------------------- | --------- | ------- |
| 1    | Denise Karbon              | Italia    | 1:55,54 |
| 2    | Sonia Viérin               | Italia    | 1:57,69 |
| 3    | Daniela Ceccarelli         | Italia    | 1:58,01 |
| 4    | Bettina Zago               | Italia    | 1:58,66 |
| 5    | Tiziana De Martin Tropanin | Italia    | 1:58,92 |
| 6    | Daniela Merighetti         | Italia    | 1:59,08 |
| 7    | Giorgia Lorenz             | Italia    | 1:59,15 |
| 8    | Emma Pezzedi               | Italia    | 1:59,21 |
| 9    | Dagmara Krzyżyńska         | Polonia   | 1:59,22 |
| 10   | María Belén Simari Birkner | Argentina | 1:59,32 |

Data: 31 marzo

Località: Lizzola

#### Slalom speciale
| Pos. | Atleta                     | Nazione | Tempo   |
| ---- | -------------------------- | ------- | ------- |
| 1    | Elisabetta Biavaschi       | Italia  | 1:16,52 |
| 2    | Emma Pezzedi               | Italia  | 1:18,14 |
| 3    | Dagmara Krzyżyńska         | Polonia | 1:19,70 |
| 4    | Chiara Costazza            | Italia  | 1:20,02 |
| 5    | Tiziana De Martin Tropanin | Italia  | 1:20,08 |
| 6    | Ketty Rasom                | Italia  | 1:20,23 |
| 7    | Katarzyna Karasińska       | Polonia | 1:20,32 |
| 8    | Stefania Burba             | Italia  | 1:20,51 |
| 9    | Evelina Margoni            | Italia  | 1:20,66 |
| 10   | Francesca Bronsino         | Italia  | 1:20,80 |

Data: 30 marzo

Località: Monte Pora

#### Combinata
La gara è stata annullata.